# Francis Graham-Smith
Sir Francis Graham-Smith (25 aprile 1923 – 20 giugno 2025) è stato un astronomo britannico.

## Biografia
Dopo gli studi alla Rossall School e al Downing College dell'Università di Cambridge, Graham-Smith cominciò ad insegnare a Cambridge alla fine degli anni quaranta. Nel 1964 fu nominato professore di astronomia all'Università di Manchester, tra il 1975 e il 1981 fu il direttore dell'Osservatorio di Greenwich e, contemporaneamente, fu il direttore della Royal Astronomical Society tra il 1975 e il 1977. Dal 1982 al 1990 fu il tredicesimo scienziato a ricoprire il ruolo di astronomo reale. Nel 1987 fu insignito della Medaglia Royal.